# Zamhlái
Zamhlái (ucraniano: Замгла́й) es un sélyshche de Ucrania, constituido administrativamente como una pedanía del municipio de Ripky, en el raión de Chernígov de la óblast de Chernígov.
En 2022, la localidad tenía una población de 1723 habitantes.
Fue fundado por la RSS de Ucrania en 1932 como un poblado minero dedicado a la extracción de turba. En 1960 adoptó el estatus de asentamiento de tipo urbano. Con el tiempo, la extracción de turba en la zona entró en declive y la economía comenzó a basarse en el cultivo de cereales. Desde el año 2000 es la sede de un zakáznik que lleva el nombre de la localidad, ya que en sus alrededores se ubica una de las zonas pantanosas naturales más extensas de Polesia, entre los ríos Sozh y Desná. Antes de la reforma territorial de 2020, Zamhlái tenía su propio ayuntamiento urbano, sin pedanías y ubicado en el raión de Ripky.
Se ubica unos 5 km al este de Ripky.